# Estación de Julián Besteiro
Julián Besteiro es una estación de la línea 12 del Metro de Madrid situada bajo la Avenida del Rey Juan Carlos I, en Leganés. La estación abrió al público el 11 de abril de 2003 y su nombre rinde homenaje al político socialista de principios del siglo XX Julián Besteiro.

## Accesos
Vestíbulo Julián Besteiro
- Avenida Rey Juan Carlos I, pares Avda. Rey Juan Carlos I, 30
- Avenida Rey Juan Carlos I, impares Avda. Rey Juan Carlos I, 25
- Ascensor Avda. Rey Juan Carlos I, 25

## Líneas y conexiones

### Metro
| << cabecera | < estación   | línea | estación >     | cabecera >> |
| ----------- | ------------ | ----- | -------------- | ----------- |
| circular    | El Carrascal |       | Casa del Reloj | circular    |

### Autobuses
| Diurnos |                           |                                              |                |
| Línea   | Destino                   | Parada                                       | Operador       |
| 1       | Vereda de los Estudiantes | 09512 Monegros-Av. Rey Juan Carlos I (N.º 7) | Empresa Martín |
| 1       | La Fortuna                | 09511 Monegros-Av. Rey Juan Carlos I (N.º 8) | Empresa Martín |

| Diurnos   |                                     |                                                           |                           |
| Línea     | Destino                             | Parada                                                    | Operador                  |
| 432       | Leganés (Montepinos)                | 07544 Av. Rey Juan Carlos I-Est. Julián Besteiro (N.º 25) | Avanza Movilidad Integral |
| 485       | Leganés (Norte-Montepinos)          | 07544 Av. Rey Juan Carlos I-Est. Julián Besteiro (N.º 25) | Empresa Martín            |
| 432       | Madrid (Villaverde Bajo-Cruce)      | 07543 Av. Rey Juan Carlos I-Est. Julián Besteiro (N.º 32) | Avanza Movilidad Integral |
| 485       | Madrid (Aluche)                     | 07543 Av. Rey Juan Carlos I-Est. Julián Besteiro (N.º 32) | Empresa Martín            |
| 481       | Madrid (Oporto)                     | 09511 Monegros-Av. Rey Juan Carlos I (N.º 8)              | Empresa Martín            |
| 483       | Leganés (Vereda de los Estudiantes) | 09511 Monegros-Av. Rey Juan Carlos I (N.º 8)              | Empresa Martín            |
| 497       | Leganés (Parque Sur)                | 09511 Monegros-Av. Rey Juan Carlos I (N.º 8)              | Empresa Martín            |
| 481       | Leganés (Parquesur-Hospital)        | 09512 Monegros-Av. Rey Juan Carlos I (N.º 7)              | Empresa Martín            |
| 483       | Madrid (Aluche)                     | 09512 Monegros-Av. Rey Juan Carlos I (N.º 7)              | Empresa Martín            |
| 497       | Moraleja de Enmedio - Las Colinas   | 09512 Monegros-Av. Rey Juan Carlos I (N.º 7)              | Empresa Martín            |
| 488       | Getafe (Getafe Norte)               | 07924 Av. Rey Juan Carlos I-La Rioja (N.º 12)             | Empresa Martín            |
| 488       | Leganés (San Nicasio)               | 07923 Av. Rey Juan Carlos I-Monegros (N.º 1)              | Empresa Martín            |
| Nocturnos |                                     |                                                           |                           |
| Línea     | Destino                             | Parada                                                    | Operador                  |
| N802      | Madrid (Atocha)                     | 07544 Av. Rey Juan Carlos I-Est. Julián Besteiro (N.º 25) | Empresa Martín            |
| N804      | Fuenlabrada                         | 09512 Monegros-Av. Rey Juan Carlos I (N.º 7)              | Empresa Martín            |
| N802      | Leganés (Vereda de los Estudiantes) | 07543 Av. Rey Juan Carlos I-Est. Julián Besteiro (N.º 32) | Empresa Martín            |
| N804      | Madrid (Atocha)                     | 09511 Monegros-Av. Rey Juan Carlos I (N.º 8)              | Empresa Martín            |